# Tulipa karabachensis
Tulipa karabachensis là một loài thực vật có hoa trong họ Liliaceae. Loài này được Grossh. miêu tả khoa học đầu tiên năm 1936.